# Юодупе
Юодупе (лит. Juodupė) — местечко в Рокишкском районе Паневежского уезда Литвы. Центр Юодупского староства.

## История
Юодупе известен с 1769 года. До 1950 входил в Рокишский уезд. В 1950 году Юодупе вошёл в Рокишский район Шяуляйской области. В 1953 году Шяуляйская область была упразднена и Рокишский район перешёл в прямое подчинение Литовской ССР. В 1956 году Юодупе получил статус посёлка городского типа. В 1995 году Юодупе был лишён статуса посёлка городского типа и стал местечком.

## Население
| 1959 | 1970 | 1979 | 1989 | 2001 |
| ---- | ---- | ---- | ---- | ---- |
| 1416 | 2290 | 2536 | 2659 | 2043 |